# Réserve naturelle de Mørkgonga
La réserve naturelle de Mørkgonga  est une réserve naturelle norvégienne qui est située dans la municipalité de Hole/Ringerike dans le comté de Buskerud.

## Description
La réserve naturelle de 1,539 km2 se situe dans une pente raide de la zone forestière de Krokskogen au nord est de Sundvollen. Un peu au nord de la réserve se trouve une large faille de la plaque de lave nommée Mørkgonga. Elle est constituée de forêts de feuillus et de conifères dans les gorges et les pentes.
La majorité de la réserve naturelle est située dans la municipalité de Ringerike, mais une petite partie s'étend également dans la municipalité de Hole. La région possède une forêt de feuillus bien développée (forêt d'ormes et de tilleuls), une forêt de trembles et une végétation de falaise intéressante. Des espèces rares et botaniquement intéressantes se trouvent dans la région. Dans les canyons et les pentes avec une ancienne forêt de conifères, il existe également de grandes valeurs de conservation. L'ensemble de l'escarpement est géologiquement intéressant, car de nombreuses couches géologiques apparaissent.

## Galerie

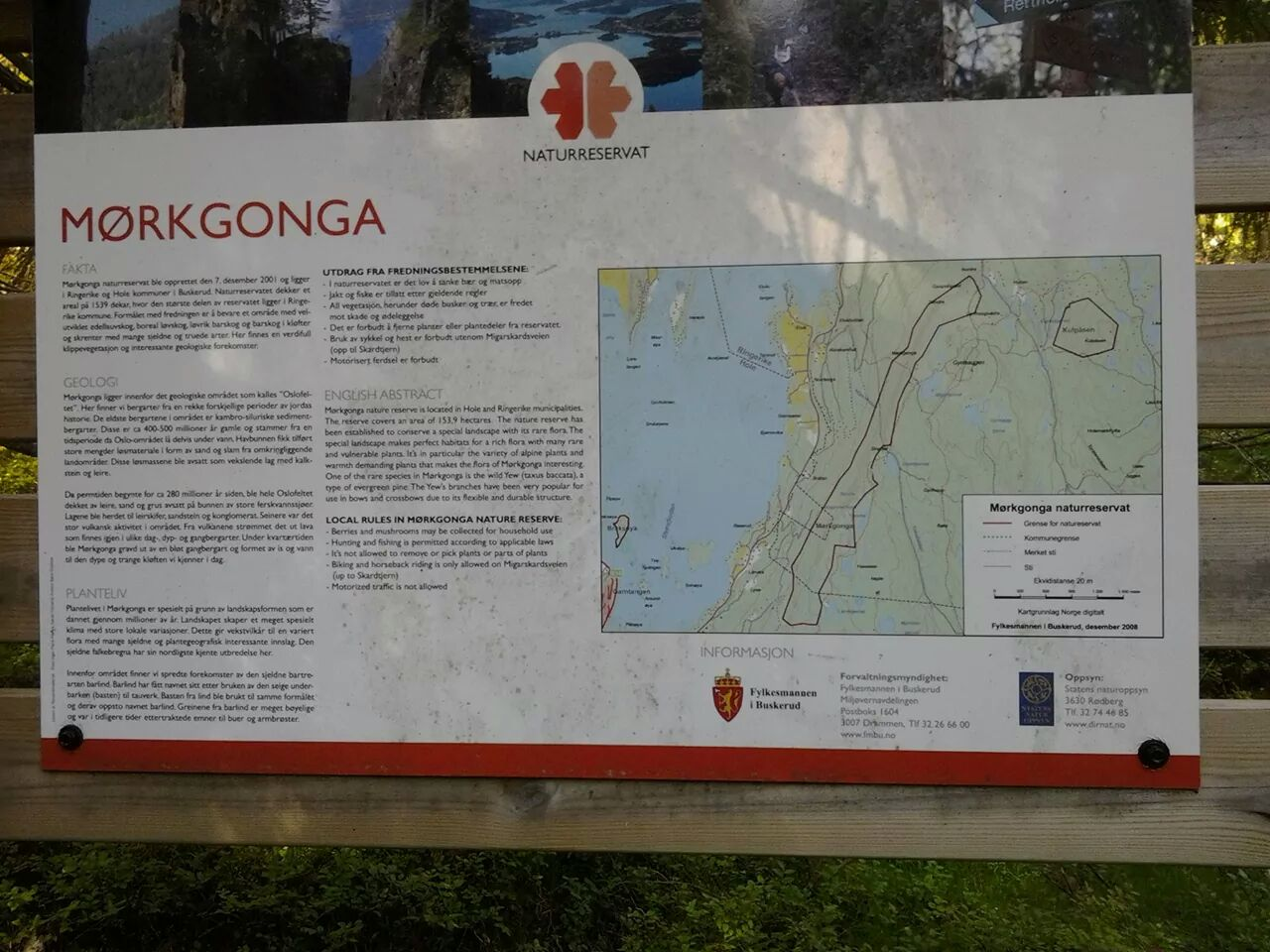
Tableau d'information
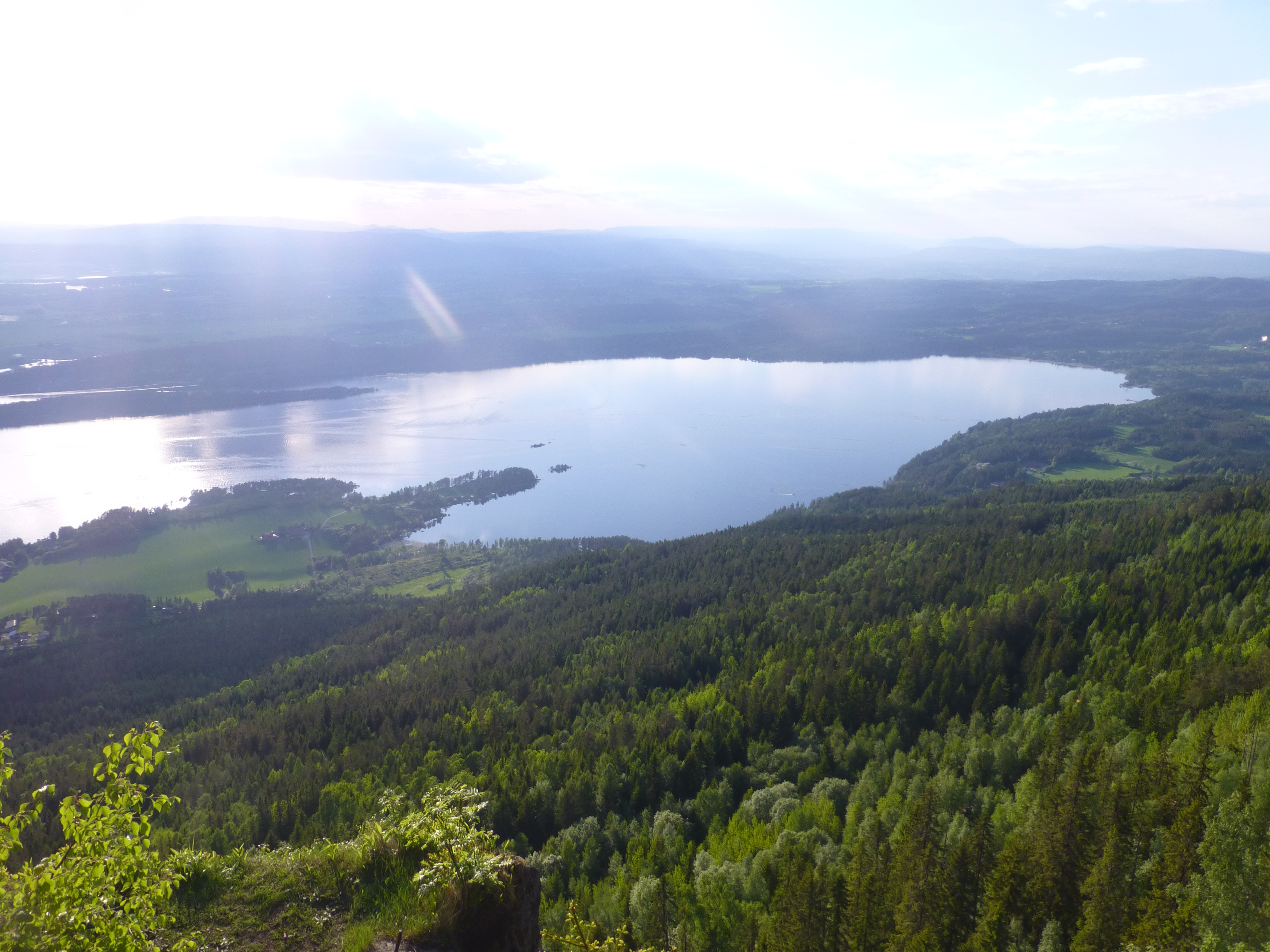
Vue depuis le sommet
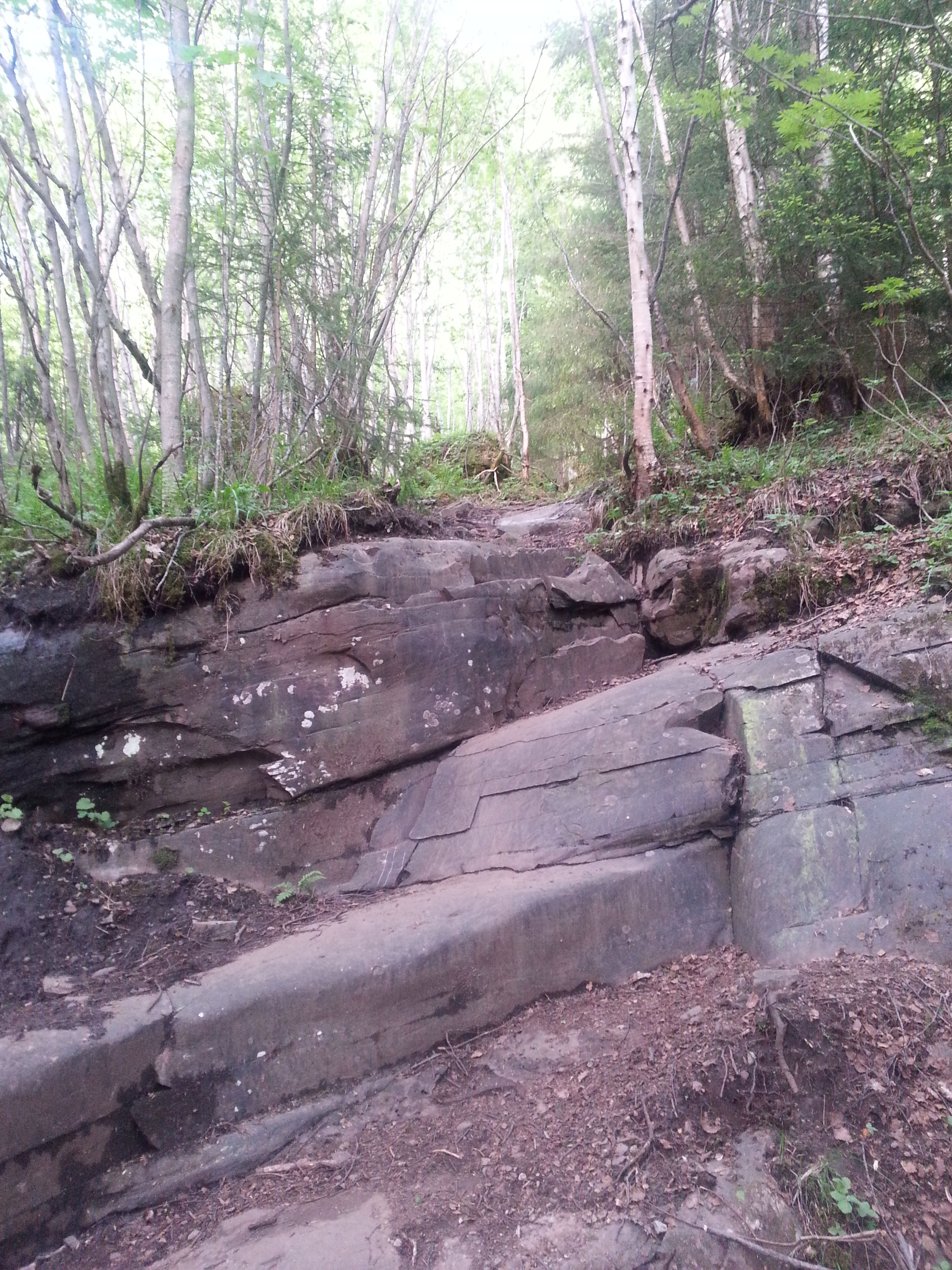
Sentier de randonnée
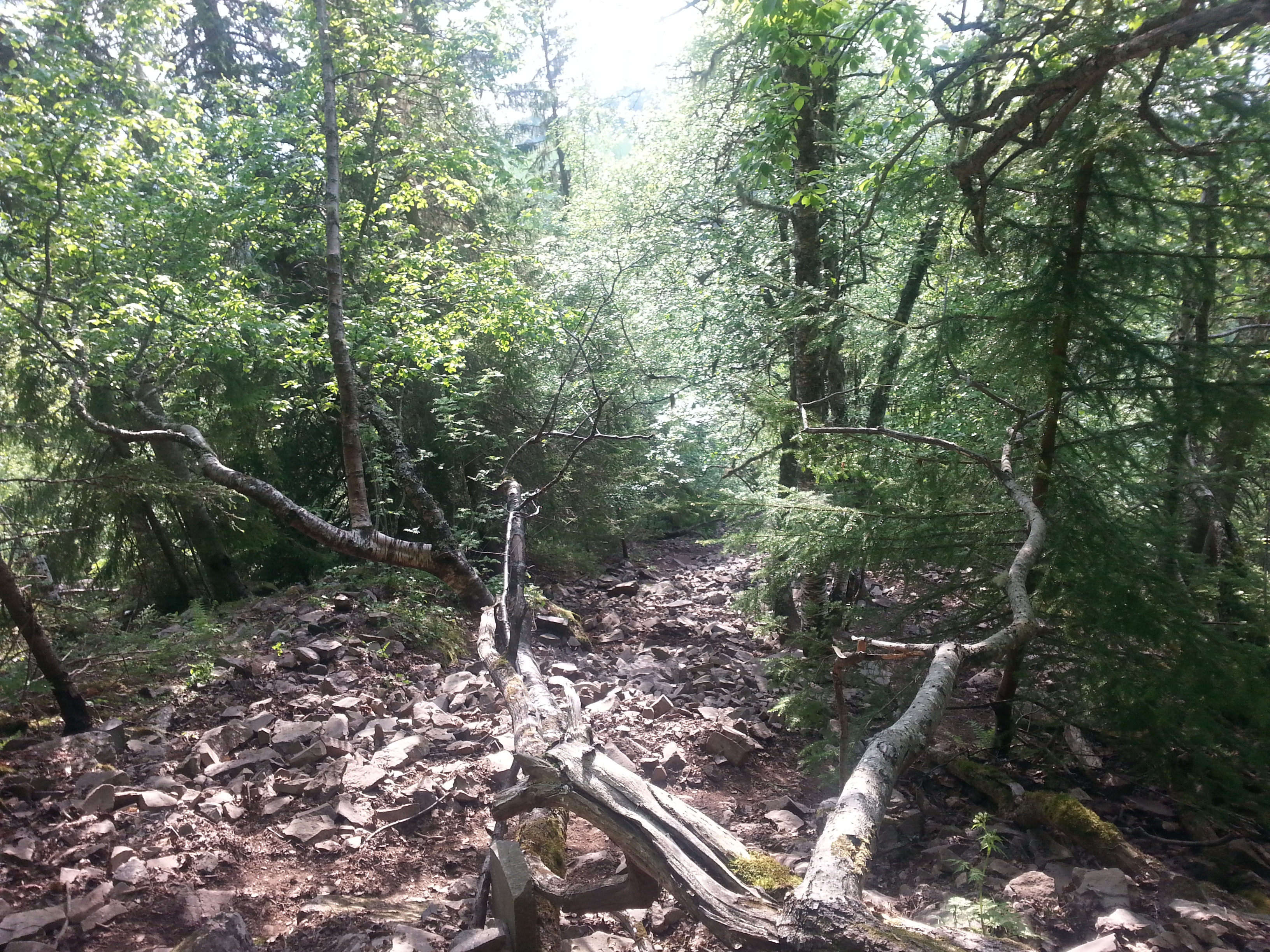
Sentier de randonnée
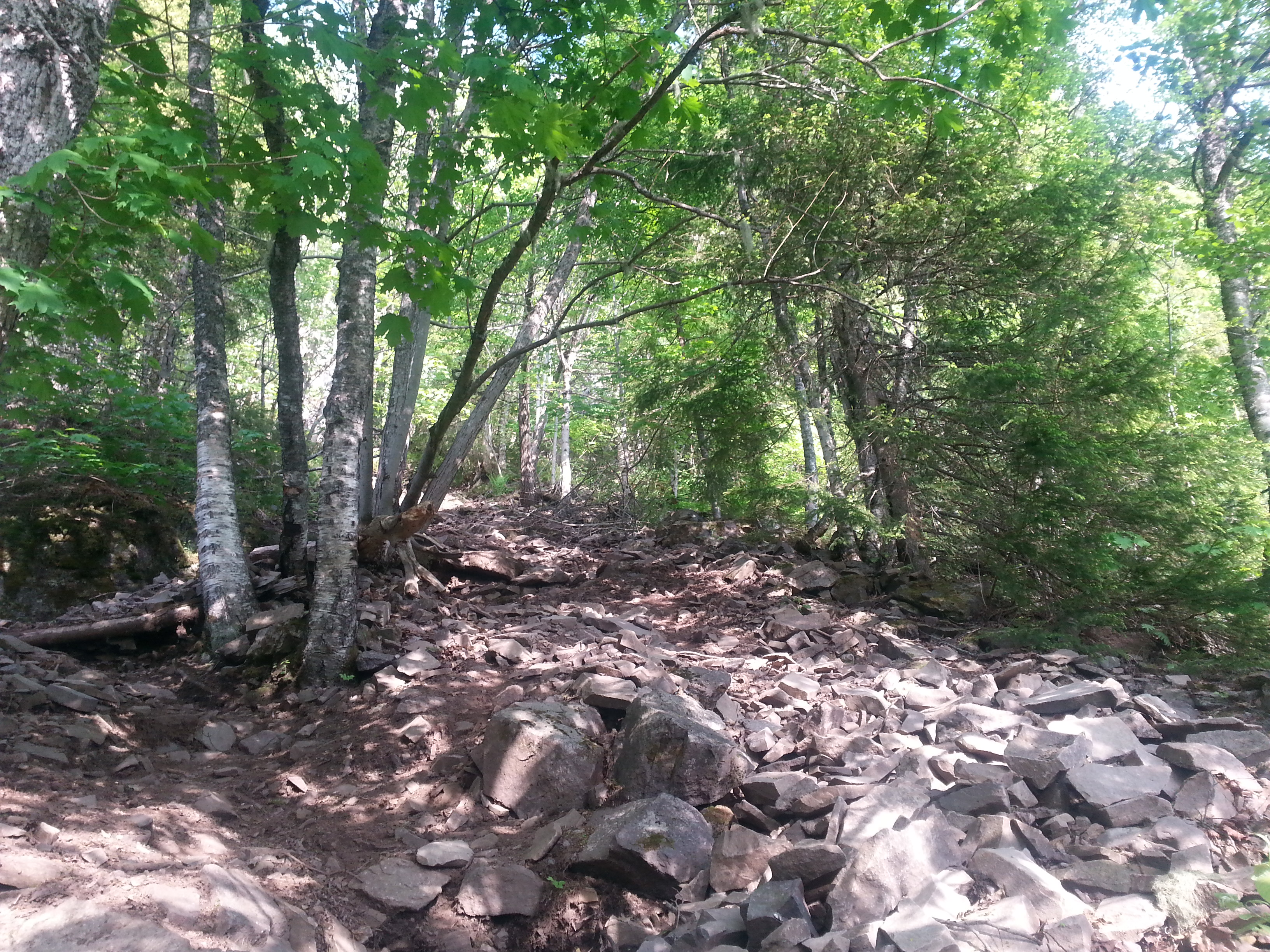
Sentier de randonnée
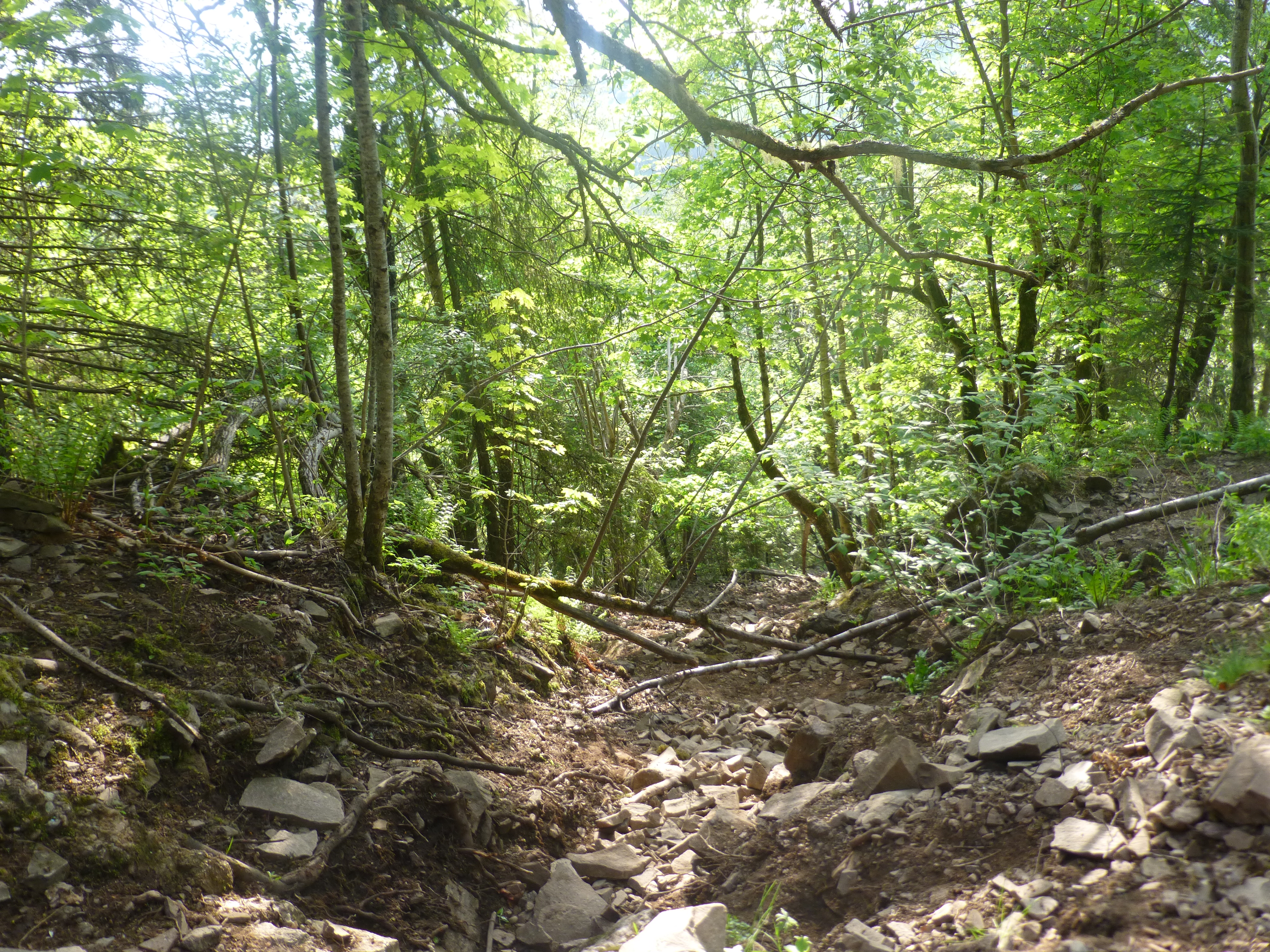
Sentier de randonnée
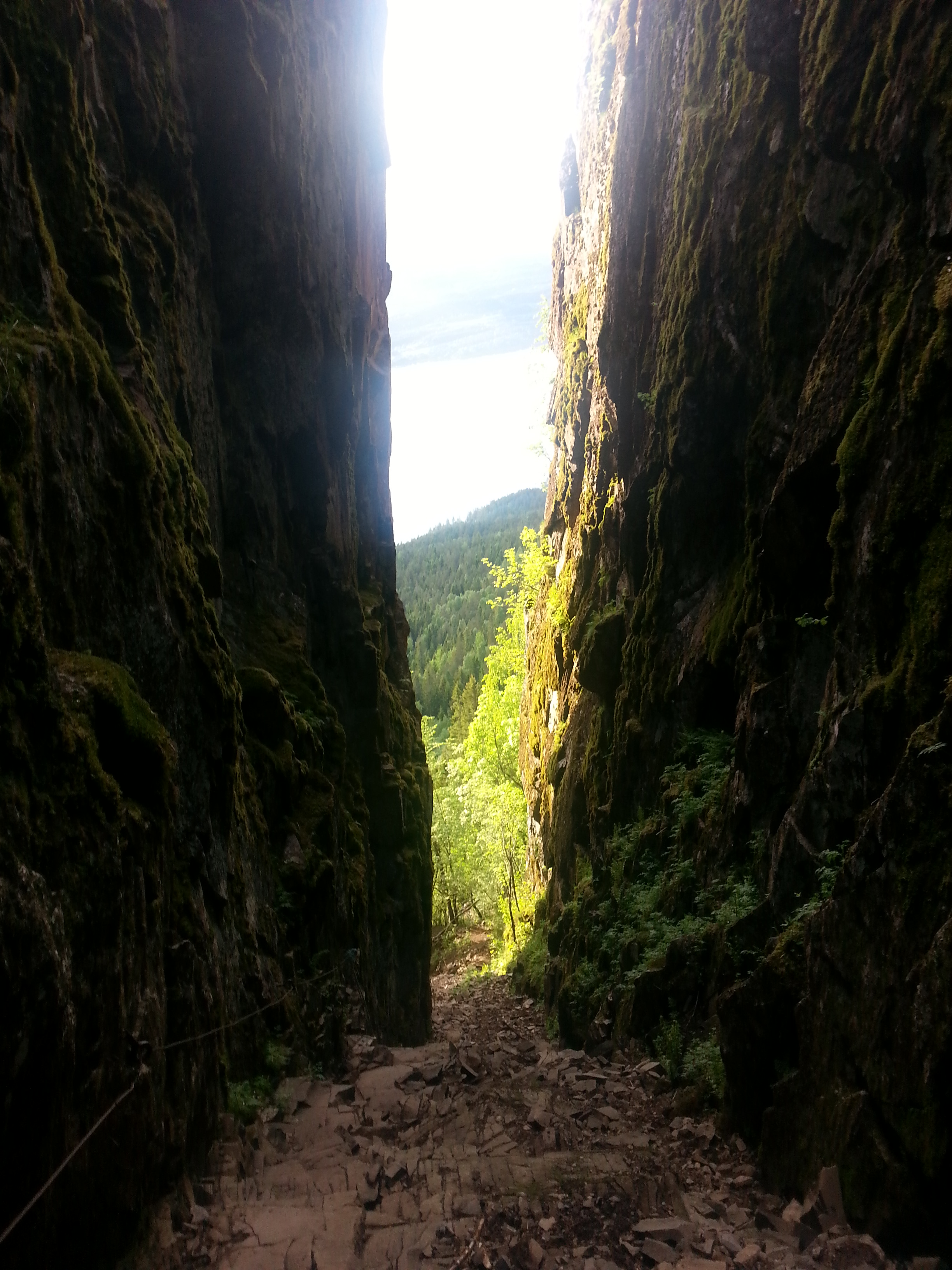
Faille de Mørkgonga